# Frente Único Araucano
El Frente Único Araucano (FUA) fue un partido político chileno fundado el 17 de abril de 1938, a partir de un trabajo previo como movimiento iniciado un año antes.
Organizado como una fuerza política de izquierda, integró al Frente Popular entre 1937 y 1941, donde desarrolló un programa político de defensa de los intereses mapuches en el sur de Chile.

## Historia

### Fundación
El 17 de abril de 1938 se constituye formalmente como partido político, en Temuco, agrupando a asociaciones y militantes de izquierda. Sus dirigentes principales fueron Gregorio Seguel Capitán y Andrés Chiwaylaf Wenulef. Entre las organizaciones locales que formaron parte del Frente estaban: "La Moderna Araucanía" de Cunco (1916), "Sociedad Araucana Tucapel" de Traiguén (1938), "Sociedad de Araucanos Colo-Colo" de La Unión (1937), "Federación Araucana Manuel Quepil", "Sociedad Araucana Llamuco", "Sociedad Araucana Cunco" (1938), "Sociedad Araucana Futahuillimapu" de Río Negro (1938), "Centro de Araucanos 'Los hijos de Arauco'" de Temuco (1938), "Centro de Estudiantes Fresia", "Colonia Araucana" de Traiguén, la "Sociedad Orompello" de Gorbea y la "Sociedad Galvarino" de Santiago.
El FUA debía servir para facilitar al gobierno la realización del programa agrícola, de alfabetización y estímulos a los pequeños agricultores mapuche. 

### Vínculos con la Corporación Araucana
En la época de fundación del FUA, la principal organización del mundo mapuche correspondía a la Corporación Araucana, que liderada por Venancio Coñuepán, agrupaba a los principales espacios políticos mapuches de la época, tales como la Sociedad Caupolicán, la Unión Araucana y la Federación Araucana de Manuel Aburto Panguilef. En este contexto, el FUA realizó acercamientos con la Corporación e incluyó a Aburto Panguilef como integrante de su directorio. Sin embargo, Aburto Panguilef se alejó poco tiempo después, de la misma manera a como lo hicieron otros dirigentes como José Kayupi, Esteban Romero y Abelino Obando. 
Estos dos movimientos fueron los más grandes en cuanto agrupaciones indígenas en Chile en los años 30 del siglo XX , se dispusieron en tratar el problema de diferentes maneras, siendo la unificación de estos grupos algo completamente necesario según el gobierno: “Por su parte, el Gobierno, a través el Ministro de Tierras, exigió como condición para abordar el estudio del problema indígena la unificación de las grandes organizaciones mapuches (Frente Único Araucano y Corporación Araucana)".
Las diferencias en los idearios políticos de ambas organizaciones fueron un factor determinante para la superposición de una sobre la otra en cuanto a reconocimiento y representatividad. mientras que la actitud del FUA era a la construcción y desarrollo indígena con un amplio apoyo y resguardo del Estado, la Corporación y Coñoepan buscaban “una mayor autonomía respecto del Estado que la postura de los líderes anteriores” (los del FUA).

### Desaparición
Con sus ideas desarrollistas indígenas autónomas, la Corporación Araucana logró un mayor despliegue con respecto al FUA, más dependiente de la continuidad de las políticas del Estado central. A ello se sumó la muerte del presidente Pedro Aguirre Cerda en noviembre de 1941, que de la mano del fin del Frente Popular, marcaría el declive de esta organización.
A partir de la década de 1950, con la progresiva fragmentación de la Corporación Araucana, vuelven a surgir fuerzas mapuches vinculadas a la izquierda, destacando la fundación en 1953 de la Asociación Nacional Indígena, más cercana al Partido Comunista.

## Ideología
Algunos autores, como José Bengoa, sostienen que el FUA es el “símil en el sur del Frente Popular". Este partido se articuló de forma de defender la identidad mapuche y de promover el desarrollo para la comunidad y la mejor accesibilidad a sus tierras y una buena educación para sus hijos, esto más la incorporación y circulación de los ideales socialistas que existían en la época fue el caldo de cultivo para el FUA.
El FUA no logra consolidar su presencia política de manera independiente debido a que en su proyecto se presentaba al Estado como protector de los grupos de más vulnerables la sociedad, esto significó que durante toda la existencia del FUA sus proyectos consistían en obtener las soluciones al problema mapuche con iniciativa estatal. Pese a esto, hacia el año 1941 el FUA ya proyectaba demandas políticas definidas que quedaron plasmadas en un memorial presentado al ministro de Tierras y Colonización:
1. Retiro inmediato del proyecto de ley sobre división de comunidades indígenas, que dependen de la consideración de la Cámara de Diputados.
2. Nombramiento de una comisión que estudie dicho proyecto en forma que este contemple las verdaderas aspiraciones de la raza.
3. Restitución de todas las tierras usurpadas.
4. Colonización de tierras cultivables preferentemente con indígenas y facilitando a éstos los medios necesarios para el trabajo.
5. Los indígenas ocupantes de terrenos fiscales deben ser radicados de inmediato en ellos.
6. Legalización de los títulos de comisario otorgados a indígenas.
7. Remesura de fundos ubicados en zonas indígenas.
8. Suspensión inmediata de los lanzamientos de indígenas en toda la zona sur y especialmente Valdivia y Chiloé.
9. Creación, dentro de las facultades de la Caja Agraria, de un Departamento de Crédito Indígena.
10. Organizar la Procuraduría, integrándola con un indígena que será designado por una terna que pasará el Frente Único Araucano de Chile.